# Дін Вінчестер
Дін Вінчестер (англ. Dean Winchester) — вигаданий персонаж всесвіту американського містичного серіалу «Надприродне», серіалу «Вінчестери» та інших творів, створених компанією Warner Brothers.
Дін народився 24 січня 1979 року в штаті Канзас, США, в сім'ї Джона і Мері Вінчестерів. Він був первістком в сім'ї, має молодшого на 4 роки брата Сема. Після загибелі матері від рук жовтоокого демона Азазеля, батько вчить Діна полювати на різну нечисть і виховує з нього справжнього солдата.

## Приватне життя
Улюблені пісні Діна — Led Zeppelin «Ramble On» та «Travelling Riverside Blues».
Дін любить жінок і взагалі у перших сезонах телесеріалу його показано як справжнього бабія і знавця флірту. Він також тренував лесбійку Чарлі Бредбері, як правильно фліртувати з чоловіком-охоронцем. Але, попри це, з дівчат найбільше Дін любив Чарлі Бредбері. Найдовші стосунки Діна з Лізою Брейден тривали близько року.
Шкіряна куртка Діна, яку він успадкував від Джона, практично ідентична до тієї, що носить персонаж фільму «Теффін» (грає Пірс Броснан).
Дін, здається, погано розбирається в попкультурі, про що свідчить його незнання, що таке Xbox, і думка, що MySpace — це порнографічний сайт. Однак, із часом він став розумітися на цій темі краще, оскільки у нього з'явився телефон із додатками, що колись здивувало Сема. Попри це Дін — великий кіноман. Сем стверджував, що Дін знає всі деталі фільмів про Клінта Іствуда. Також він є великим шанувальником Чака Норріса. А ще Дін стверджує, що «Недоторканні» — його улюблений фільм.

## Цікаві факти
- Дін кілька разів убивав найголовніших антагоністів у серіалі: Азазеля, Діка Романа й Абаддон. Також він нейтралізував і ворогів другорядного плану — Рубі, Захарію, Єву, Каїна і сім'ю Штейнів.
- Як демон, був другорядним антагоністом 9 сезону.
- Подорожував часом більше, ніж будь-який інший персонаж. Повертався у часі 5 разів (до 1800-х років та 1940-х і 1970-х — двічі) і був у майбутньому один раз (альтернативний світ 2014 року). Підраховуючи загальну кількість мандрівок, Дін стрибав у часі двадцять разів.
- Шкіряна куртка Діна, яку він успадкував від Джона, майже ідентична тій, яку носив головний герой фільму «Теффін» (його грає Пірс Броснан).
- У Діна перша група крові, і він ненавидить уколи.
- Завдяки часовій петлі Габріеля Дін помирав більше разів, ніж будь-який інший персонаж у серіалі. Технічно Дін також воскрешався більше разів, ніж будь-який інший персонаж.
- Дін великий кіноман. Сем заявив, що Дін знає всі фільми Клінта Іствуда рядок за рядком, особливо «фільми про мавп». Він також великий шанувальник Чака Норріса. Дін також стверджує, що «Недоторканні» є одним із його улюблених фільмів.
- Дін страждає на птеромерханофобію (боязнь літати).
- У Діна алергія на котів.
- Улюблена їжа Діна (за винятком пирога) — чизбургер з беконом.
- Здається, одним з його улюблених видів зброї є двозарядна обрізна рушниця.
- Дін також показав, що він добре вміє готувати.
- Улюблені пісні Діна — це «Ramble On» і «Traveling Riverside Blues» Led Zeppelin. Після того, як він перетворився на підлітка, почав цінувати Тейлор Свіфт, попри те, що це було далеко від його звичного музичного смаку. На подив Сема, Тейлор Свіфт, здається, залишилася з Діном навіть після того, як закляття було скасовано.